# Zaanweg
De Zaanweg is een van de oudste straten in het centrum van het Nederlandse dorp Wormerveer gemeente Zaanstad. De Zaanweg loopt van het Hennepad en de Dubbelebuurt tot de Marktstraat en het Noordeinde waar de straat in overgaat. Zijstraten van de Zaanweg zijn de Karnemelkspad, Stationsstraat (naar het station en de Wandelweg N203), Edisonstraat, Zaanbrug, De Mei en de Goudastraat. Aan deze straat ligt ook het Wilhelminapark en parallel aan deze straat ligt de Zaan. De straat is ongeveer 720 meter lang.

## Historie
De Zaanweg heeft tal van rijksmonumenten waaronder op nummer 57 onder andere ook de kerk "Doopsgezinde Vermaning" uit 1831 van de Doopsgezinde Broederschap.

## Herdenkingsmonumenten
Aan de Zaanweg bevindt zich een gedenksteen van wit natuursteen met het reliëf van een ster en bloemstuk. Op de steen zit ook een bronzen plaquette bevestigd, dit ter gedachtenis van de verzetsmensen die op 11 oktober 1944 tijdens de Tweede Wereldoorlog zijn gefusilleerd. Op de hoek Zaanweg/Stationsweg staat ook het algemeen herdenkingsmonument gemaakt door Geurt Brinkgreve in 1949.

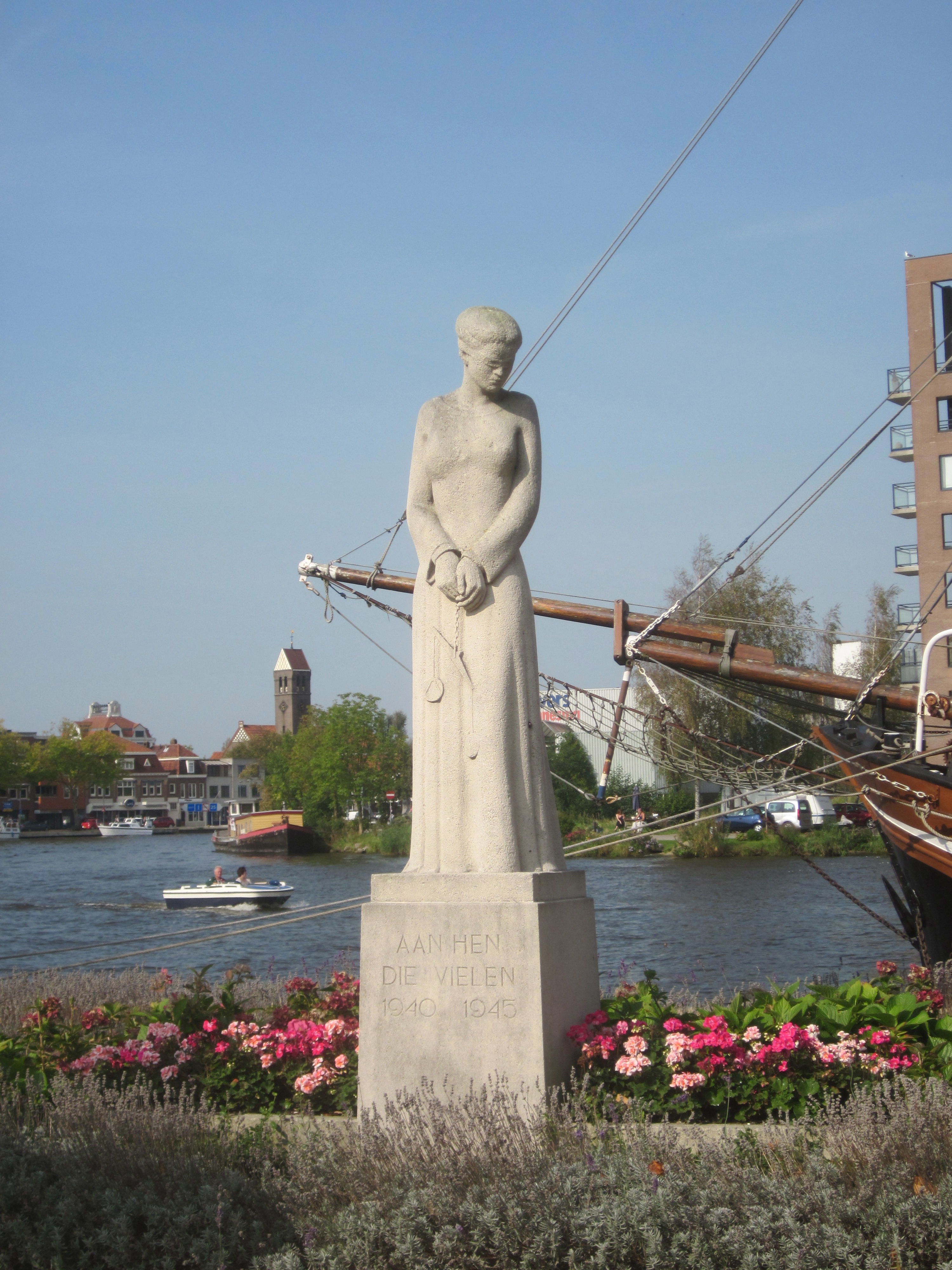
Algemeen herdenkingsmonument aan de Zaanweg/Stationsweg

## Rijksmonumenten

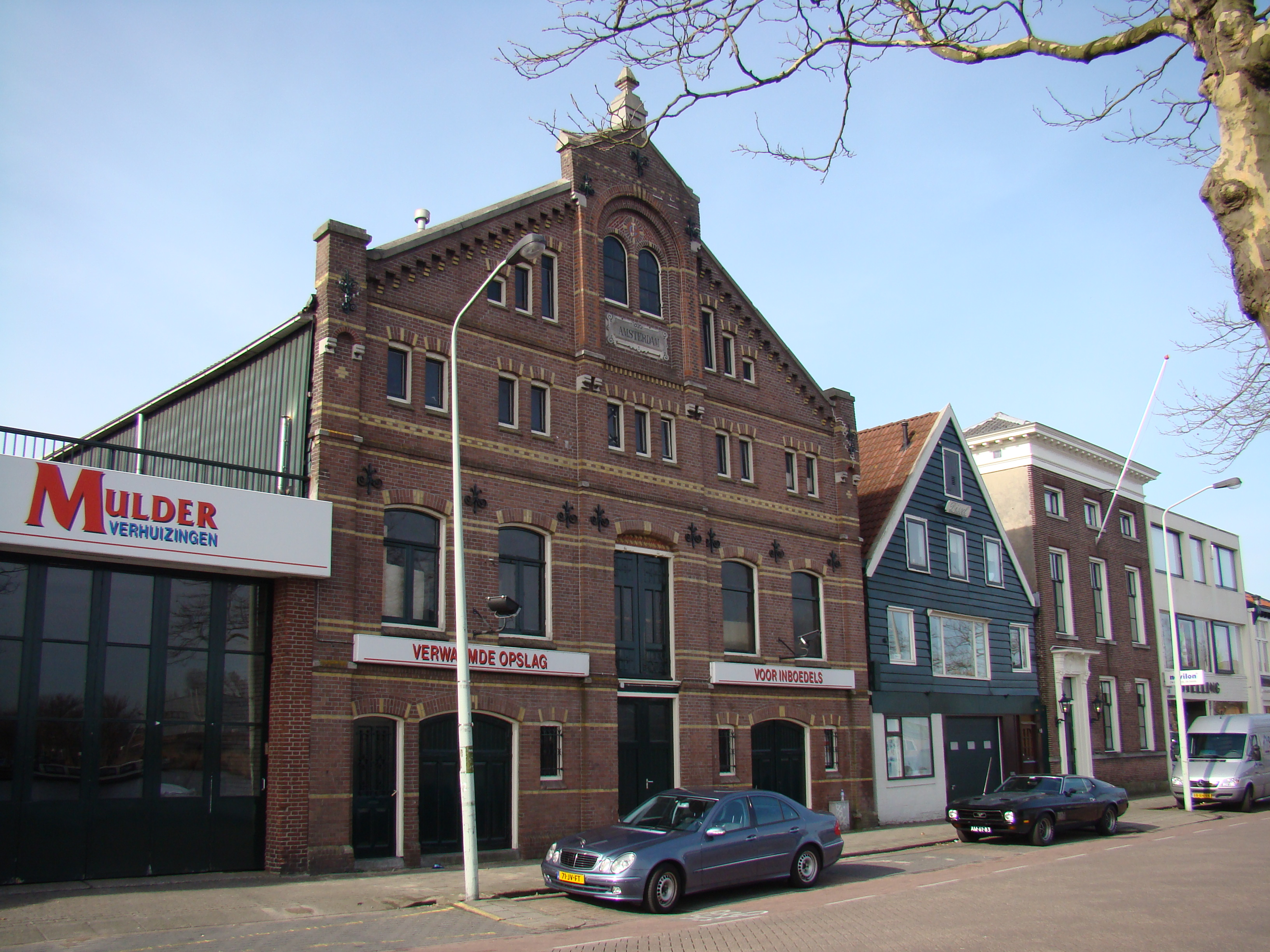
Pakhuis Amsterdam Zaanweg 12
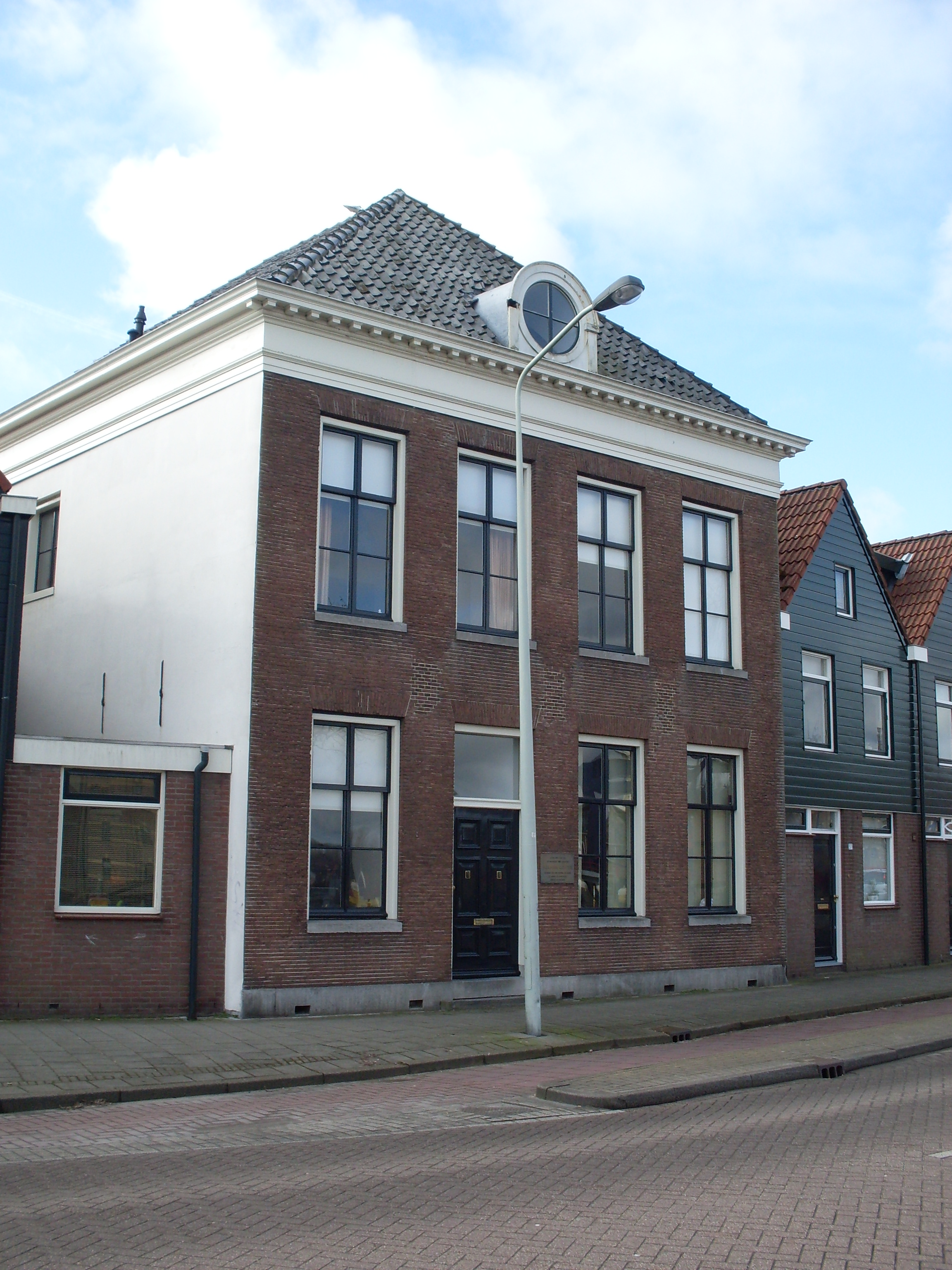
Herman Gorterhuis Zaanweg 36
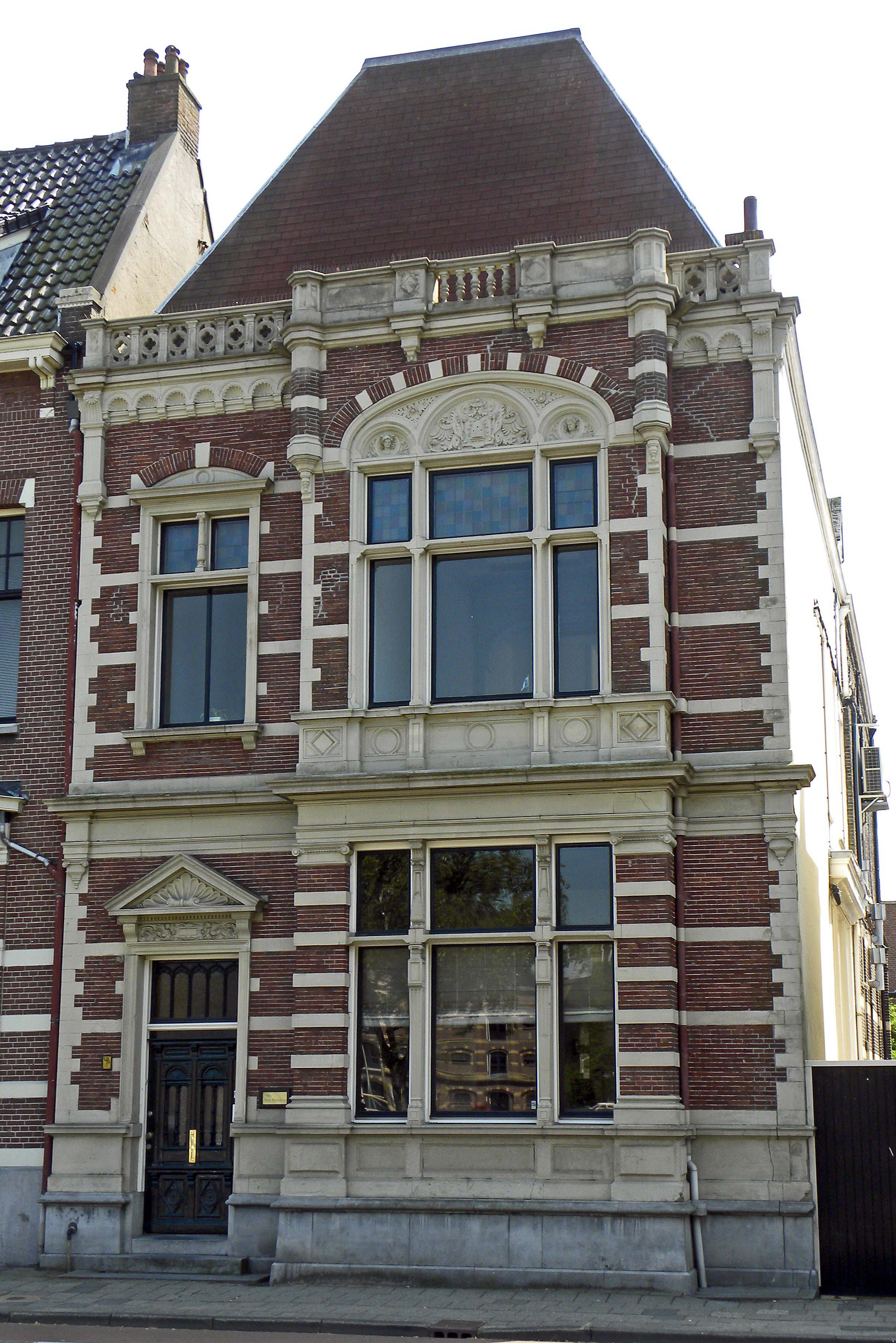
Voormalige fabrikantenwoning aan de Zaanweg 49
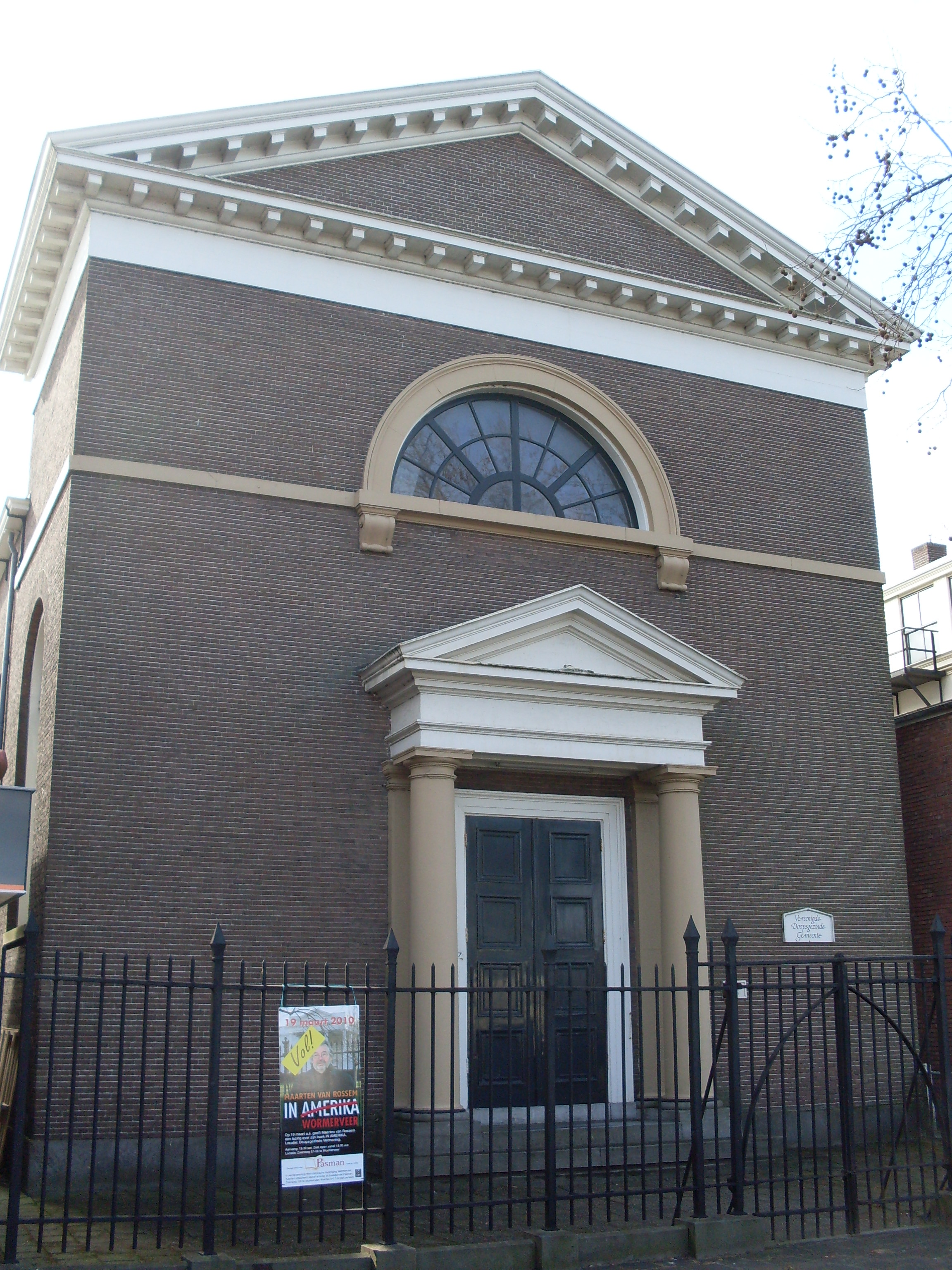
Doopsgezinde kerk vermaning aan de Zaanweg 57
Villa "Ons Huis" aan de Zaanweg 59

Billitonkade ·
Dubbelebuurt ·
Franklinstraat ·
Hennepad ·
Lassiestraat ·
Marktstraat ·
Noordeinde ·
Stationsweg ·
Zaandijkerweg ·
Zaanweg